# Fosforoscopio

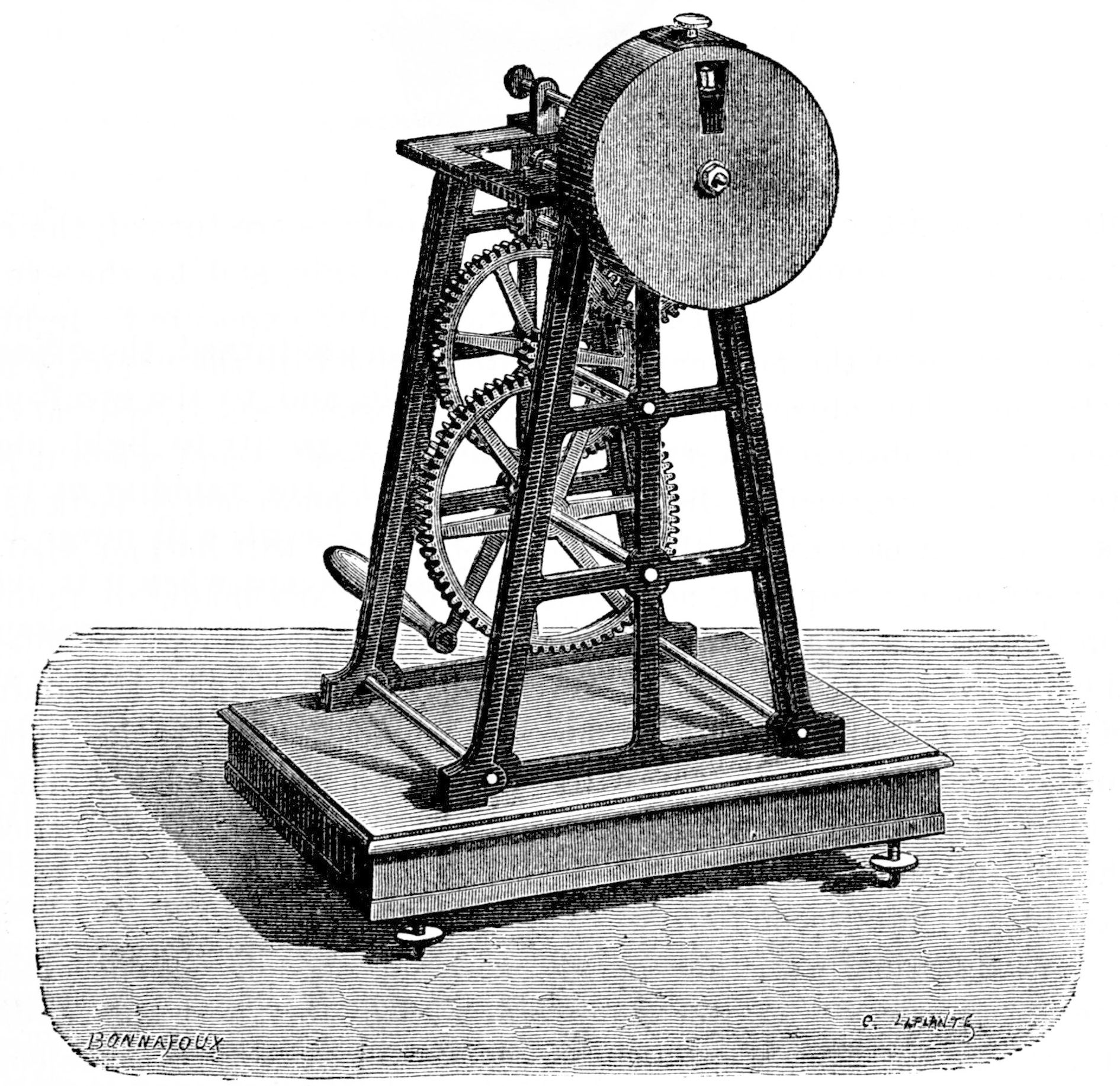
El fosforoscopio de Becquerel (1873-1874)

Un fosforoscopio es una pieza de equipo experimental ideado en 1857 por el físico Alexandre-Edmond Becquerel para medir cuánto tiempo tarda un material fosforescente en dejar de brillar después de haber sido excitado.
Consiste en dos discos giratorios con agujeros en ellos. Los orificios están dispuestos en cada disco a intervalos angulares iguales y a una distancia constante desde el centro, pero los orificios en un disco no se alinean con los orificios en el otro. Una muestra de material fosforescente se coloca entre los dos discos. La luz que entra por un orificio en uno de los discos excita el material fosforescente que luego emite luz durante un corto período de tiempo. Luego se rotan los discos y, al cambiar su velocidad, se puede determinar el tiempo que el material se ilumina.